# 2012-es homszi offenzíva
A 2012-es homszi offenzíva a Szíriai Hadseregnek a felfegyverzett felkelők erődítményének számító Homsz ellen indított támadás volt, mely 2012. februártól az ENSZ által tető alá hozott tűzszünet 2012. április 14-i életbelépéséig tartott.
Az offenzíva elején a Szabad Szíriai hadsereg egyik, a szír hadsereg ellen elkövetett, 10 katona életét követelő támadása után került sor. Ekkor a kormány tankok, helikopterek, légvédelmi fegyverek, rakéták, és aknavetők bevetésével támadt a városra. A szír kormány tagadta, hogy a bombázás vaktában, válogatás nélkül történt volna, a polgári lakosság és a külföldi újságírók haláláért pedig a „fegyveres erőket” okolta.
A heves lövöldözések február 29-én is folytatódtak, mikor a szír hadsereg szárazföldi támadást indított Baba Amr kerület visszafoglalására. A szír kormány jelentette be, hogy csapatokat küld a térségbe, mely „megtisztítja” a területet a felkelőktől, a harcok pedig pár órán belül véget érnek. Ellenzéki aktivisták szerint ekkorra már teljesen elvágták Baba Amrban a víz-, gáz, és elektromos áram szolgáltatásokat biztosító vezetékeket. A nap folyamán többször is heves összecsapások zajlottak le, mert a Szír Hadsereg 4. Fegyveres Osztaga napközben tankokat és gyalogosokat is küldött a területre. Baba Amr biztonságát végül a szír hadsereg március 1-jén állította vissza, mikor a felkelők szerint ők – miután fogytán voltak a fegyvereknek és lőszereknek – „taktikai okokból kivonultak” a városrészből.

## Előzmények
Miután a Szabad Szíriai Hadsereg tagjai egy ellenőrző pontnál a Szír Hadsereg 10 tagját megölték, további 19-et pedig fogságba ejtettek, a hadsereg gépei 2012. február 3-án légitámadást indítottak Homsz ellen.

## A hadművelet

### Februári bombázások
A bombázások a hamái mészárlás – sok szír számára egy fontos esemény – 30. évfordulóján vették kezdetüket, pontosabban a bombázások február 3-i kezdetekor a Khaldiyeh kerületet vették tűz alá, az ellenzéki aktivisták pedig nem sokkal később arról számoltak be, hogy a kezdeti támadásoknak 200 áldozata volt. A Szíriai Emberi Jogi Megfigyelő Csoport ellenzéki szervezet szerint Homszban a két órán át tartó támadásban 217 ember halt meg, akik közül 138-an Khaldiya területén vesztettk életüket. Később 260 fölé emelték a feltételezhetően elhunytak számát.
Pár napon belül az ellenzéki Szíriai Nemzeti Tanács szerint a halálos áldozatok száma elérte a 416-ot, és helybéliek beszámolóira hivatkozva arról beszéltek, hogy 36 olyan teljesen leomlott ház van, mely alatt még mindig családok vannak. Később az ez idő alatt meghaltak számát 290-re módosították. Az Al Arabiya egyik, Homszban lévő tudósítója szerint a körzeti kórházat szintén romba döntötték. A tudósító szerint a bombázásban legalább 337 ember meghalt, és 1300 megsebesült. Az SNC és az Al Arabiya adatait független forrásból nem erősítették meg, és több nyugati hírszolgáltató, köztük a Reuters, a France24, a BBC és a CNN) szerint a halálos áldozatok száma 200 körül lehetett. A Szabad Szíriai Hadsereg megfogadta, hogy a kormány seregei ellen irányuló intenzív támadással fog válaszolni a támadásra, és azt állította, hogy Homszban lerombolt egy légi hírszerzési épületet. Ellenzéki aktivisták több videót is felöltöttek, melyeken égő épületek és holttestek voltak, s melyeket szerintük Homszban forgattak. Azt mondták, a bombázásban legalább 30 épület leomlott vagy súlyosan megsérült, köztük egy kórház is. A Szíriai Emberi Jogi Megfigyelő Csoport szerint a bombázásban és a harcokban a polgári halottakon felül a Szír Hadsereg 14 tagja és 5 dezertőr is életét vesztette. A Helyi koordinációs Bizottságok először szintén több mint 200 halottról számoltak be, és azt mondták, még dolgoznak az adatok megerősítésén. Legutolsó közzétett jelentésük mindössze 55 halálos áldozatról számolt be. Február 5-én az LCC azt mondta, 212 ember nevét tudták dokumentálni, akik Homszban meghaltak, de csak 181 holttestet találtak.

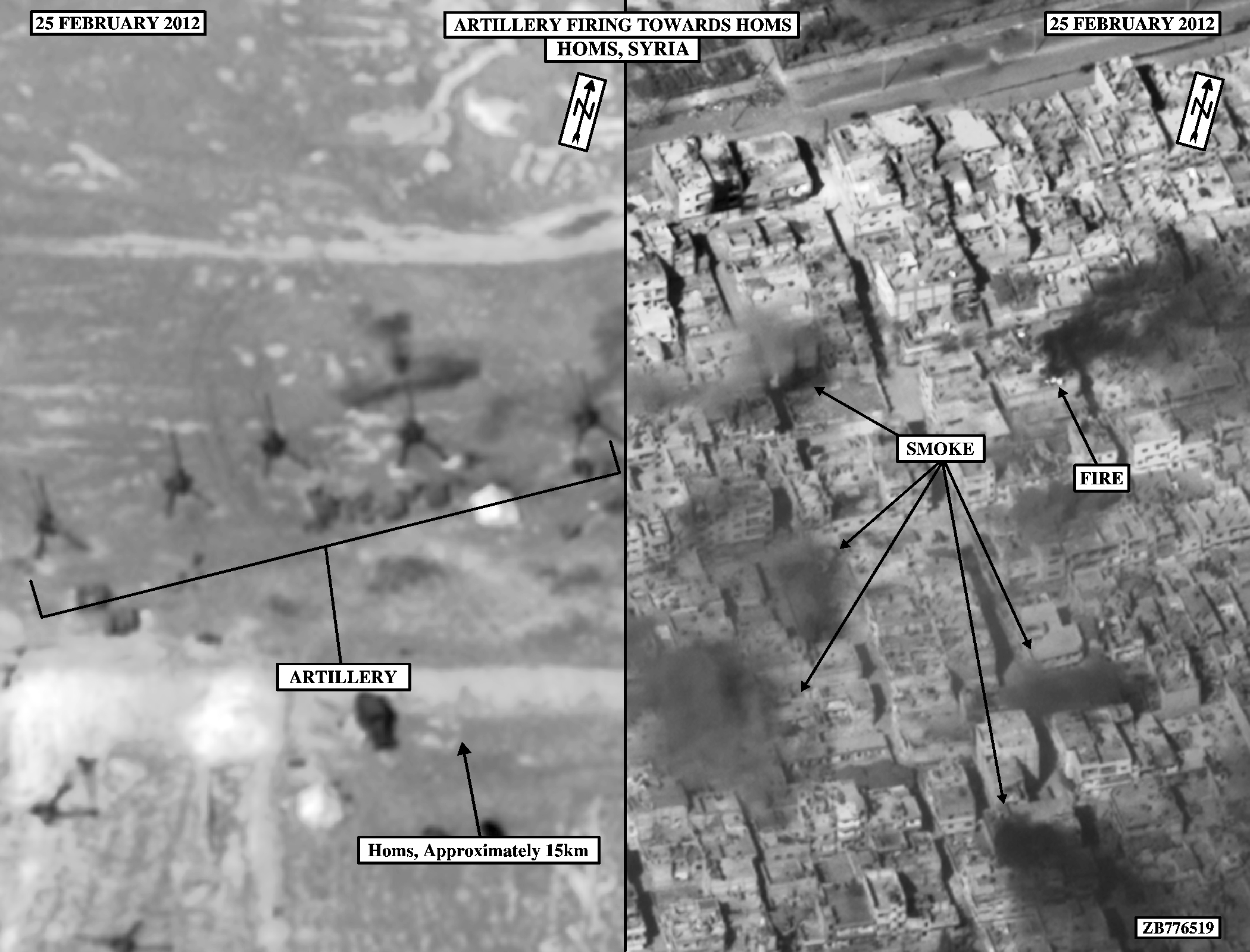
Légi támadás Homsz irányába Szíriában. A legutóbb támadott épületek felől füst száll fel.

Február 6-án reggel legalább 300 rakéta találta el Homszt, melyek összesen 15 embert megöltek. Más források szerint a halálos áldozatok száma eléri az 50-et is. Későbbi jelentések 95 halottról számoltak be. A Szabad Szíriai Hadsereg a szír hadsereg elleni ellentámadással kísérletezett, miben megpróbálták kis ideig visszatartani őket, hogy minél később tudjanak áttörni. A harcokban 2 felkelőt öltek meg. Az ütközet február 7-én is folytatódott, amikor a kormány légi bombázása közben 19 ember meghalt, 40 pedig megsebesült. Eközben a sereg megpróbált behatolni a város felkelői kézen lévő részébe.
Február 8-án reggel legalább 47 embert öltek meg. Tankok haladtak a főútvonalakon, és a helyiek szerint megpróbáltak eljutni a lakóövezetekig. A szír állami hírügynökség szerint „fegyveres csapatok” megtámadtak Homsz mellett egy olajfinomítót. Aktivisták szerint február 9-én a kormány légi támadásaiban 110 ember halt meg. Egy másik aktivistacsoport szerint 57-en estek el. Február 10-én a még mindig folyó bombázásban az FSA 5 tagja halt meg, többek között Ahmed Jumrek ezredes, aki a Szír Hadseregtől dezertált.
Február 14-én az FSA egyik parancsnoka a riportereknek arról nyilatkozott, hogy emberei Baba Amr kerületben visszavertek egy támadást, és szerintük a kormány négy tankját tönkretették, miközben azok megpróbáltak bejutni a kerületbe. Február 15-én Homsz FSA által ellenőrzött részén felrobbant egy olajvezeték. A veszteségek mértékéről nem érkeztek hírek, a felelősséget pedig senki sem vállalta magára.
Február 18-án ellenzékiek szerint percenként négy rakéta csapódott be Homsz egyes részein, és így ez volt az addigi két hét legsúlyosabb bombázása. A BBC ellenzékiek és emberi jogi aktivisták beszámolóira alapozva megírt jelentése szerint a bombák Homsz Baba Amr, Inshaat, Bayada és Khaldiya kerületeire hullottak. A hírforrások február 23. reggelén ismét heves légi bombázás megindulásáról adtak hírt, melyben legalább 30 ember életét vesztette. A „Bambuser” honlapon Baba Amrből folyamatosan élő közvetítést küldő ellenzéki szintén meghalt ebben a szakaszban.
A The Sunday Times londoni újságnak dolgozó Marie Colvin amerikai újságírót egy francia fotóriporterrel, Rémi Ochlikkal közösen február 22-én Homszban egy légi támadás során megölték. Anderson Cooperrel a CNN-en készített utolsó interjújában Colvin azzal vádolta a Szíriai Hadsereget, hogy olyan „teljes és kerek hazugsággal” etetik a lakosságot, melyek szerint ők csak terroristákra támadnak. Leírása szerint ami történt, az „teljesen émelyítő.” „A Szír Hadsereg egyszerűen egy fagyoskodó, éhező polgárokkal teli várost lő ágyúval.” A fél szemét egy szilánk miatt Srí Lankán elveszítő Colin, aki ezen kívül járt Csecsenföldön, Koszovóban, Sierra Leonében, Zimbabwében, Líbiában és Kelet-Timorban, azt mondta, Homsz bombázása a legrosszabb, amit valaha megtapasztalt.
Röviddel Colin halála után a libanoni titkosszolgálat azt állította, hogy lehallgatta a Szír Hadsereg vezetősége között az egyik beszélgetést, melyben arról adtak utasítást, hogy támadják meg azt az ideiglenes sajtóközpontot, ahol Colvin maga is dolgozott. Jean-Pierre Perrin, a párizsi Liberation újság egyik újságírója, aki Colvinnal együtt még az előző héten is Homszban volt, arról számolt be, hogy úgy tájékoztatták, a Szír Hadsereg „válogatás nélkül” fogja majd lőni a sajtóközpontot. Perrin azt mondta, a „szíriek teljes mértékben tisztában voltak” azzal, hogy a sajtóközpontból közvetlen bizonyítékokat szolgáltatnak világszerte arról, milyen emberiség elleni bűncselekmények zajlanak itt, és hogy ezek között megtalálhatóak a nők és gyermekek legyilkolásáról szóló anyagok is. A Szíriai Hadsereg olyan parancsot adott, ki, hogy öljenek meg minden újságírót, aki Szíria földjére lép.” Ezt az információt Bejrútba érkezésekor kapta a Szír Hadsereg elfogott rádióüzeneteire alapozva. A szír kormány tisztában volt azzal, hogy ha lerombolja a sajtóközpontot, „akkor több információ nem jut ki Homszból.”
Aktivisták szerint aznap 81 embert öltek meg, köztük az FSA felkelőit és civileket is. Egyikük szerint helikopterekről azonosították be a célpontokat. Egy libanoni tisztviselő azt mondta, a szír kormány még az új alkotmányról szóló népszavazás előtt véget akart vetni a harcoknak. Aznap az állami média arról tudósított, hogy férfiak két katonával, egy főhadnaggyal és egy századossal végeztek, mikor rakéta meghajtású gránáttal lőtték egy hídról a katonák közelben elhaladó autóját. A SANA szerint a biztonsági erők egy másik tagjával egy bomba végzett Homszban.

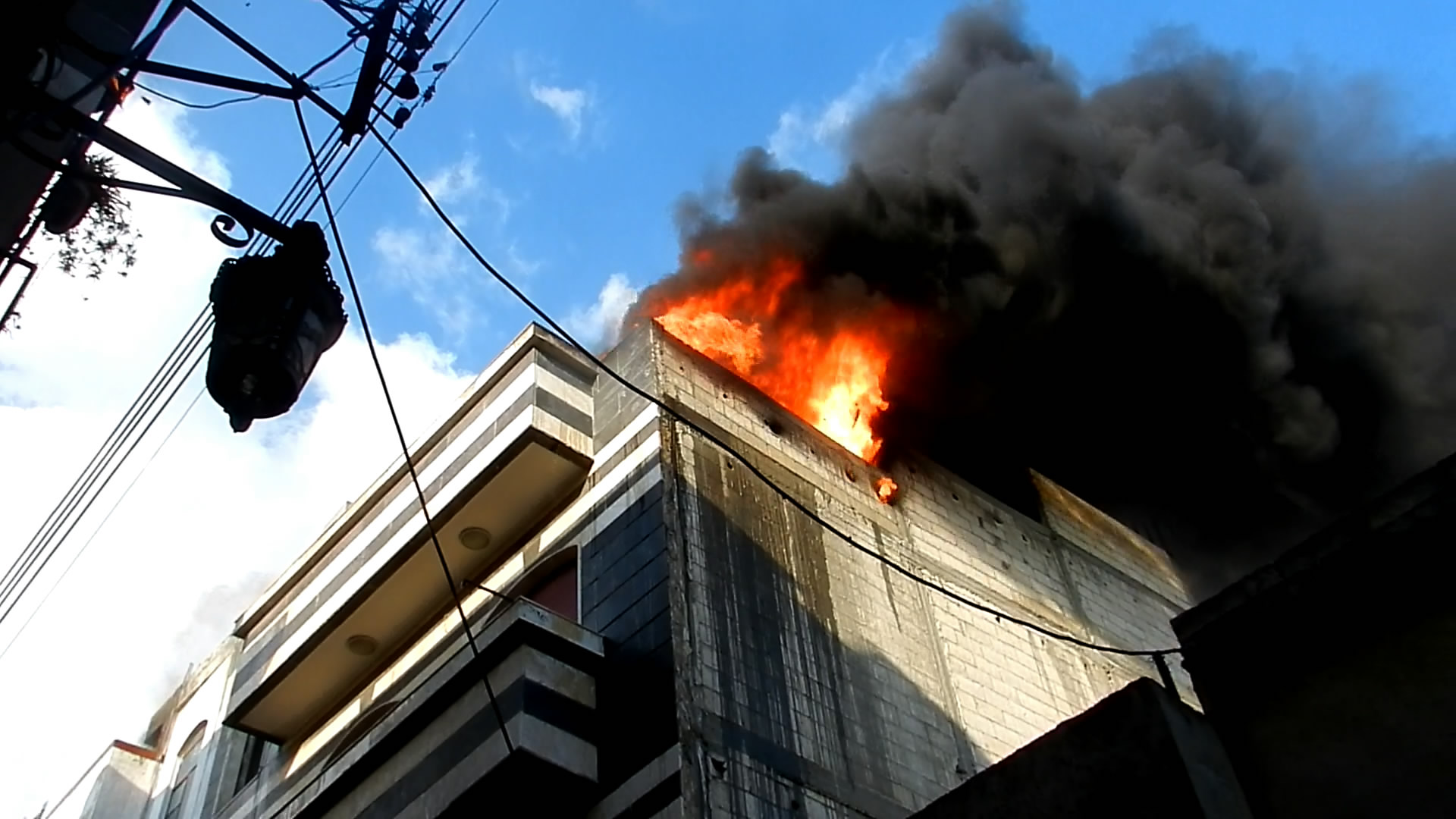
Égő épületek "Bab Dreebben" a Szír Hadsereg bombázása után.

Február 23-án a szír hadsereg bejutott a Baba Amr közelében lévő Jobar területre. Az egyik aktivista szerint a hadsereg sikeresen lezárta a Baba Amrból kivezető összes menekülőútvonalat, és az előző harcokkal ellentétben nem maradt szabad útvonala az FSA-nak.
A SANA február 26-i jelentése szerint 40 felkelő megadta magát Baba Amrban. Február 26-27-én legalább 89 ember halt meg, mivel folytatódtak az összecsapások és a bombázások. Ellenzéki források szerint közülük 64 olyan menekült volt, akiket a Szír Hadsereg elrabolt és kivégzett. Legalább 25-en a február 27-i bombázásokban haltak meg.

### Baba Amr kormányzati szárazföldi támadása
Február 29-én tovább folytatódtak a heves támadások, mikor a kormány offenzívát kezdett Baba Amr visszafoglalásáért. A szír kormány bejelentette, hogy katonákat vezényelt a területre, melyek "megtisztították" azt a felkelőktől, a hadművelet pedig néhány órán belül lezajlik majd. A földön lévő megfigyelők szerint helikopterekről lőtték az FSA harcosait és több civilt. A kezdeti jelentések szerint legalább 11 ember meghalt, köztük egy ötfős család. Ellenzéki aktivisták szerint a kerületben teljesen megszűnt a víz- és áramszolgáltatás, valamint elvágták a kommunikációs összeköttetéseket. Mivel a Szíriai Hadsereg 4. Fegyveres Osztaga tankokat és gyalogosokat küldött a térségbe, a harcok a nap hátralévő részében is folytatódtak. Bár az FSA Baba Amrt védő Farouq Dandárja azt mondta, hogy az utolsó emberükig harcolnak majd, olyan jelentések érkeztek, hogy az FSA több vezetője már elmenekült a helyszínről.
Baba Amrt végül március 1-én délelőtt foglalta el a kormány, miután a Szabad Szír Hadsereg az egyre inkább fogyatkozó lőszer-készlete miatt saját állítása szerint „taktikai okokból visszavonult.” A Baba Amrból való kivonulás és a Homsz más részeibe történő csapatösszevonás okai között ott volt „az egyre romló humanitárius helyzet, az élelmiszer és a gyógyszerek hiánya, a víz- és áramellátás valamint a kommunikációs csatornák elvágása és a fegyverhiány.” A kivonulás közben a hadsereg elfogott 17 milicistát, kiket a helyszínen azonnal kivégeztek. Az Avaaz aktivista csoport azt közölte, hogy az elesettek civilek voltak, akiket úgy fejeztek le, de ezt más források nem erősítették meg. Ezután legalább 10 szír polgárt megöltek a kormány harcosai, akik ugyanakkor a bevásárlóközpontot fogdává alakították át. Később az FSA egyik parancsnoka azt mondta, a várost védő 250 felkelő harcos közül 114-et megöltek a harcokban.

### Karm al-Zeitoun-i mészárlás
Március 9-én a Szír Hadsereg 30 tankja hatolt be Karm al-Zeitoun körzetébe. Ezután olyan hírek érkeztek, hogy a Szír Hadsereg a kerületben megölt 26 gyermeket és 21 nőt, akik közül az aktivisták beszámolói szerint többek torkát átvágták. Az ellenzékiek szerint a mészárlás kitervelése mögött a kormány félkatonai szervezete, a Sabiha húzódik meg. A legfőbb ellenzéki csoport, a Szíriai Nemzeti Tanács (SNC) az ENSZ BT rendkívüli ülésének összehívását kezdeményezte, melyen a szerintük március 11-én történt „mészárlást” kellett volna megvitatniuk. Hadi Abdallah, egy szír aktivista azt mondta: „Több gyermeket éles tárggyal fejbe vágtak, egy kislányt megcsonkítottak, több nőt pedig mielőtt megöltek volna, megerőszakoltak.” A holttestekről videó felvételt készítettek. A szír kormány elismerte a mészárlás tényét, de azt mondta, a kerületben ólálkodó „fegyveres banda” ölte meg őket. Március 13-án az ellenzék egy olyan videót tett közzé az interneten, melyen állítólag Karm al-Zeitoun bombázása látható.

### Márciusi, áprilisi harcok
Március 20-án a lövöldözések egy új szakaszában a hírek szerint 14 ember halt meg. A támadások másnap is folytatódtak, és a felkelők olyan területeit érték, mint az észak-homszi Khalidiya, Qussor, és Bayada. A hadsereg a jelentések szerint bejutott Khalidiya területére. Az L.C.C. ellenzéki aktivista csoport szerint a bombázás második napján további 40 ember halt meg, köztük 25 Khalidiya területén.
Március 24-én a hadsereg előretörésének következtében, heves ágyúzás közepette a legtöbb felkelői csoport visszavonult Bab Sbaa kerületből, és számos civil is megkísérelte elhagyni a város eme részét. Azonban aktivisták jelentései szerint a kerületben még március 26-án is heves lövéssorozatokkal lehetett találkozni. Ennek ellenére az egyik aktivista azt mondta, hogy az FSA-nak csak kis csapata állomásozik a kerületben, és ők nem voltak abban a helyzetben, hogy akármit is tehettek volna. Egy másik aktivista később megerősítette a kerület elfoglalását.
Április 2-án az FSA körülbelül 40 tagja elfoglalta Juret al-Shayah kerületben a Nemzeti Kórházat. 78, fagyasztóba rejtett holttestet találtak.
Az április 8-án ismét felélénkült támadások során az egyik aktivista szerint „eső módjára” hullottak az aknavetők az ellenzék kezén lévő Khaldiyeh kerületre. Egy átmeneti kórházban 40, egymásra stócolt holttestet találtak, melyeket az ellenzék megpróbált hidegen tartani. Az aktivista szerint, mivel más megoldás nem volt, közkertben kellett ezeket a testeket elégetni.

### Április közepe
2012. április 14-én országos tűzszünetet hirdettek, bár néhány elszigetelt ponton továbbra is voltak elszórt lövöldözések.
Április 14-re virradóan Juret al-Shayah és al-Qarabis kerületekben elszórtan lövöldözések voltak, melyekkel megsértették a Kofi Annan közreműködésével létrehozott, és április 14-én életbe lépett tűzszünetet.
Jelentések szerint április 15-én a Szír Hadsereg al-Waer kerület lőtte a közeli katonai támaszpontról. A SANA értesülései arról szóltak, hogy a terroristák 12 civillel végeztek a kormánypárti alavita al-Zahra kerületben. A leírások alapján az FSA támadhatott rá a kerületre.
Április 16-án három oldalról vették tűz alá al-Khalidiya részét. A kormány ezen kívül lerohanta al-Bayada kerületet, és ennek fele felett meg is szerezte az ellenőrzést. Megpróbálták lerohanni Juret al-Shayah és al-Qarabis városrészeket is, de ezeket a próbálkozásokat az FSA vissza tudta hárítani.

## Következmények (2013 nyara)
2013. július 27-én a hadsereg elfoglalta Homsz még a felkelők kezén lévő részének egyik kerületében, Khalidyeh területén fekvő Khalid Ibn Al-Walid mecsetet. Khalidyeh negyed immár 60%-ban a kormány kezén volt.
A kuszeiri csata után a kormány Homsz ellen indított offenzívát. Július végére a jelentések szerint Homsz nagy része a kormány ellenőrzése alá került. Bár az állami hírtelevízió szerint a stratégiai fontosságú enklávé már a hadseregé, az ellenzék állításai szerint a város egyes részeiben még mindig folyt a csata. Az FSA egy magát megnevezni nem kívánó iszlamista dandárja olyan videót tett ki az internetre, mely szerint a harcosoknak nem volt fegyverük. Az egyetlen rendelkezésükre álló eszköz az öngyilkos robbanóöv volt. Más források szerint már csak az időn múlik, hogy a kormány mikor foglalja el a várost, ha ugyan közben meg nem történt.

## Halottak
Nagy eltérés van a különböző légi támadások és az azokat követő összecsapások áldozatainak számai között. Az első nap veszteségeiről szóló első híradások szerint 181-en haltak meg, de a legmagasabb veszteségbecslés már 416 emberről szólt, amit később azonban mérsékeltek.
Míg ellenzéki források szerint a legtöbb halott polgári áldozat volt, diplomáciai beszámolók szerint a február 13-ig megölt 500 ember közül a legtöbb vagy lázadó, vagy a kormány katonája volt.
Marie Colvin újságíró halála előtti utolsó nyilatkozatában azt mondta, az előre meghatározott katonai célpontok hiánya miatt sok polgári épület is megrongálódott. Szerinte az általa látott áldozatok 80%-a civil volt, és csak a többi volt az FSA harcosa.

### Napról napra
Megjegyzés: Sem az állításokat, sem azok cáfolatát független forrásokból nem erősítették meg, és minden információ az ellenzékhez közel álló csoportoktól származik.
| Forrás      | Elesettek    | Dátum        |
| ----------- | ------------ | ------------ |
| L.C.C.      | 181–212      | Február 3–4. |
| S.N.C.      | 260          | Február 3–4. |
| Helybéliek  | 290          | Február 3–4. |
| Al Arabiya  | 337          | Február 3–4. |
| S.O.H.R.    | 48           | Február 3–4. |
| L.C.C.      | 29           | Február 5.   |
| Különbözőek | 42–95        | Február 6.   |
| L.C.C.      | 19           | Február 7.   |
| Különbözőek | 53–67 halott | Február 8.   |
| Különbözőek | 57–110       | Február 9.   |
| L.C.C.      | 16           | Február 10.  |
| Különbözőek | 7–31         | Február 11.  |
| Különbözőek | 23           | Február 12.  |
| Különbözőek | 3–11         | Február 13.  |
| Különbözőek | 6–9          | Február 14.  |
| L.C.C.      | 4            | Február 15.  |
| L.C.C.      | 4            | Február 16.  |
| L.C.C.      | 17           | Február 17.  |
| L.C.C.      | 5            | Február 18.  |
| L.C.C.      | 10           | Február 19.  |
| Különbözőek | 9–13         | Február 20.  |
| Különbözőek | 45–49        | Február 21.  |
| L.C.C.      | 30           | Február 22.  |
| L.C.C.      | 4            | Február 23.  |
| L.C.C.      | 32           | Február 24.  |
| L.C.C.      | 36           | Február 25.  |
| L.C.C.      | 23           | Február 26.  |
| Különbözőek | 64–104       | Február 27.  |
| L.C.C.      | 50           | Február 28.  |
| L.C.C.      | 16           | Február 29.  |
| L.C.C.      | 22           | Március 1.   |

### Összesítések
| Forrás      | Áldozatok | Időszak                 |
| ----------- | --------- | ----------------------- |
| Különbözőek | 321       | Február 3–5.            |
| S.O.H.R.    | 400       | Február 3–8.            |
| AI          | 246       | Február 3–8.            |
| Sawasiah    | 300       | Február 3–8.            |
| H.R.C.      | 559       | Február 3–10.           |
| L.C.C.      | 427       | Február 3–11.           |
| Különbözőek | 500–754   | Február 3–13.           |
| Különbözőek | 700–1000  | Február 3. – március 1. |

## Reakciók a 2012-es incidensre
Kormány
A Szír Belügyminisztérium azt állította, a bűnöző csoportok eszkalálták agresszióikat és bűncselekményeik számát, „szörnyű bűncselekményeket követtek el, melyek több száz civil életét ontották ki, aláaknáztak magánházakat, embereket, illetve magán- és köztulajdont lopkodtak.” A minisztérium egyik nyilatkozata szerint „a kompetens hatóságok a legnagyobb önuralmat gyakoroltak, mely abban nyilvánult meg, hogy a terroristáknak rengeteg lehetőséget biztosítottak a jó útra való visszatéréshez. … Ezeket ők visszautasították, és külföldi erők bevonásával tovább eszkalálták a helyzetet. Ezek késztették a hatóságokat arra, hogy beavatkozzanak, és választ adjanak a Homszban kialakult biztonsági és stabilitási helyzetre, azok helyretétele céljából.”
Ellenzék
Abu Rami Alhomsy a Szíriai Forradalmi Általános Bizottságtól azt állította, több mint három órán keresztül szóltak az ágyúk. „Demonstráció szempontjából ez egy átlagos nap volt, de előző este elkezdték lőni a kerületet. Sok sebesültünk van. Sok gyermeket és nőt megöltek, illetve megsebesítettek. Kívülről lövik ezt a területet." A szíriai kormány tagadja a bombázást, és azt mondták, az ellenzék ezt azért alakította ki így, hogy befolyásolja az UNSC határozatát, mely még aznap el is ítélte a szír kormányt. Ugyanez a szöveg polgári és katonai áldozatokért is felelőssé teszi a homszi felfegyverzett erőket.
Nemzetközi válasz
Több hírforrás, valamint a francia és török kormány is mészárlásként emlegeti a történteket. Erre válaszul világszerte a tüntetők több városban is megrohamozták a szír nagykövetségeket. Az Egyesült Nemzetek Biztonsági Tanácsa ezen események hatására megszavazta az Arab Liga javaslatát, mely a szíriai problémák megoldására irányult. Catherine Ashton, az EU külügyi és biztonságpolitikai főképviselője azt mondta: Elborzasztanak a szír hadsereg homszi brutális támadásairól szóló hírek. A legnagyobb mértékben elítélem a szír rezsim által a saját polgárai ellen eltervezett támadásait. A nemzetközi közösségnek meg kell találnia a közös hangot, amin fellép, mellyel a vérontás befejezését követeli, és szorgalmazza Asszad félreállását, valamint a demokratikus változásokhoz vezető út előtti gátak megnyitását.”
Pan Gimung, az ENSZ vezetője azt mondta, „szörnyű jelentéseket” kapott arról, hogy a szír seregek egyoldalúan, minden előzmény nélkül kivégeznek, bebörtönöznek és kínoznak embereket Homszban, miután a felkelők csapatai a városból kivonultak.
"Tegnap egy nagyobb robbantás történt Homszban.” mondta Pan az ENSZ BT március 2-i New York-i ülésén. „Egyértelmű, hogy súlyos polgári veszteségek adódtak. Továbbra is elképesztő összefoglalókat kapunk kivégzésekről, előzmény nélküli bebörtönzésekről, kínzásokról. A rettenetes támadás szörnyűségét tovább fokozza, hogy ezt maga a kormány követte el, amely rendszerszerűen támadja saját polgárait.” Aktivisták arról számoltak be, hogy a kormány összegyűjti a 14 és 50 év közti lakosokat, és csoportokban végzi ki őket. Navi Pillay az ENSZ emberi jogi főbiztosa azonnali nemzetközi beavatkozást sürgetett a szíriai civilek megvédésére:

Megdöbbentett a szír kormány vad támadása Homszban, és az, hogy aknavetőket és más nehéztüzérséget vetett be olyan támadásokban, melyek a jelek szerint válogatás nélkül érték az embereket. Az, hogy a Biztonsági Tanács nem tudott megállapodni egy közös akciótervben, tovább bátoríthatta a szír kormányt, hogy saját népét mészárolja, és így fojtsa el a véleménykülönbségeket.”
Tunézia azt mondta, a „véres mészárlásra” adott válaszul kitiltja az országába akkreditált szír nagykövetet, és bejelentette, hogy innentől nem ismeri el a hatalmon lévő kormányt.
Szaúd-Arábia, Katar, Omán, Bahrein és az Egyesült Arab Emírségek megállapodtak abban, hogy visszahívják Damaszkuszba küldött nagyköveteiket, a szír követeket pedig visszaküldik a küldő országba. Így tiltakoztak a szír kormány országszerte, de leginkább Homszban tapasztalt csapásai ellen. Németország, Spanyolország, Belgium és Franciaország szintén a diplomatáik visszahívását jelentették be. Hollandia szintén visszahívta követét. Ezen országokat követve az Egyesült Királyság is kiürítette szíriai külképviseletét.
Líbiában tüntetők foglalták el a szír követséget, a Nemzeti Átmeneti Tanács pedig átadta a nagykövetség ellenőrzését az ellenzéknek, vagy más néven a „forradalmároknak.” A Líbiában élő szíriaiak az orosz nagykövetség előtt tüntettek Tripoliban, és a szír ellenzék zászlaját tartották a magasba. Líbiaiak és szíriaiak együtt tüntettek Kína líbiai nagykövetsége előtt, hogy „megváltoztassák Kína azon álláspontját, hogy az ENSZ BT-ben megvétózta azt a határozatot, mely a szíriai erőszak és vérontás mihamarabbi beszüntetésére szólított volna fel.” Líbia szintén hazaküldte Aszad kormányának ottani képviselőjét. A nagykövet autóját, miközben elhagyta Tripolit, fegyver nélküli szír tüntetők támadták meg.
„Aszad rezsimje a saját embereit mészárolja. Homsz történetét lakosai vérével írják.”
„Szíriában a helyzet teljesen elrettentő. Életbevágóan fontos, hogy a humanitárius szállítmányok eljussanak Homszba és máshova, hogy az emberek megkapják azt, amire valóban szükségük van.”
„Mindezen felül azonban szerintem az a fontos, hogy bizonyítékokat gyűjtsünk, és majd felelősségre vonjuk ezt a bűnös rezsimet. Biztosnak kell lennünk abban, hogy ez a rendszer megbűnhődik a népe ellen elkövetett borzalmak miatt. Egyszer, még nem tudjuk mennyi idő múlva, de eljön a nap, mikor ennek a félelmetes rezsimnek is el kell számolnia a tetteivel.
Nicolas Sarkozy francia elnök a szír elnököt, Aszadot azzal vádolta meg, hogy „Homszt el akarta tüntetni a térképről”, hadjáratát pedig a líbiai hadsereg Bengázi elleni támadásához hasonlította. Alan Juppe francia külügyminiszter azt mondta, Aszad rezsimje „a barbarizmus minden határán túlmegy.” „Mikor látom, hogy a szír elnök végigparádézik a damaszkuszi szavazófülkék körül, ez engem nagyon felháborít.” Juppe azt mondta, „mérhetetlenül frusztrálja”, milyen nehéz elérni azokat a biztonsági garanciákat, melyek a sebesült civilek és a nyugati újságírók Homszból való biztonságos kijutásához szükségesek.”
Más országokban Szíriából kivándoroltak tüntettek a támadások ellen. Egyiptomban és Németországban Szíria külképviseleteit megtámadták, a tüntetők a nagykövetség egy részét fel is gyújtották, a második helyen pedig 30 tüntető hatolt be az épületbe. 3 órakor legalább 150 tüntető skandálta jelmondatait Londonban. Az AFP-nek nyilatkozó egyik rendőrségi forrás szerint aznap reggel nagyjából 50, többségében szír tüntető tört be a nagykövetségre Görögországban, ahol ablakokat zúztak be, a falakra pedig kormányellenes jelszavakat festettek. Ezután 12 szíriait és irakit tartóztattak le. Kuvaitban a szemtanúk szerint a tüntetők megrohamozták a szír nagykövetséget, ahol ablakokat törtek be, majd kitűzték az ellenzék zászlaját. Az Ausztráliában lévő szír nagykövetséget szintén megrongálták és kifosztották. Az USA-ban is tüntetések voltak a szír nagykövetség előtt.

## Külső hivatkozások
- In Cold Blood Archiválva 2015. április 6-i dátummal a Wayback Machine-ben, Human Rights Watch 2012. április 10.